# Lancia Artena
Lancia Artena är en personbil, tillverkad av den italienska biltillverkaren Lancia mellan 1931 och 1936.
Lancia ersatte Lambdan med två nya modeller: den mindre fyrcylindriga Artena och den större åttacylindriga Astura. Bilarna introducerades på Bilsalongen i Paris hösten 1931. Modellerna delade mycket av tekniken, med bland annat individuell framhjulsupphängning med Lancias teleskoprörsfjädring och en smal V-motor. I Artenan satt en V4 med 17° vinkel mellan cylindrarna, vidareutvecklad från Lambda-motorn. Likt de sista Lambda-bilarna hade Artena separat chassi.
Lancia räknade inte årsmodeller, utan bilen tillverkades i serier varefter olika förbättringar infördes:
- Första serien, tillverkad mellan 1931 och 1932 i 1 500 exemplar.
- Andra serien, tillverkad mellan 1932 och 1933 i 1 520 exemplar. Modifierad montering av motorn i chassit, för tystare och mer vibrationsfri gång.
- Tredje serien, tillverkad mellan 1933 och 1936 i 2 040 exemplar. Modifierat chassi med två olika hjulbaser.
- Fjärde serien, tillverkad mellan 1940 och 1942 i 507 exemplar. I början av andra världskriget återupptogs tillverkningen av Artenan för militärens räkning. Bilen användes som ambulans och lätt lastbil.